# Kolbermoor
Kolbermoor is een gemeente in de Duitse deelstaat Beieren en maakt deel uit van het Landkreis Rosenheim. Kolbermoor telt 18.534 inwoners.
Het is een slechts 4 kilometer ten westen van Rosenheim gelegen industrie- en forensenplaats. Enkele stadsbuslijnen van Rosenheim doen ook Kolbermoor aan. De plaats heeft sinds 1857 een station aan de Spoorlijn Holzkirchen - Rosenheim. Kolbermoor ligt 5 km ten oosten van Bad Aibling.

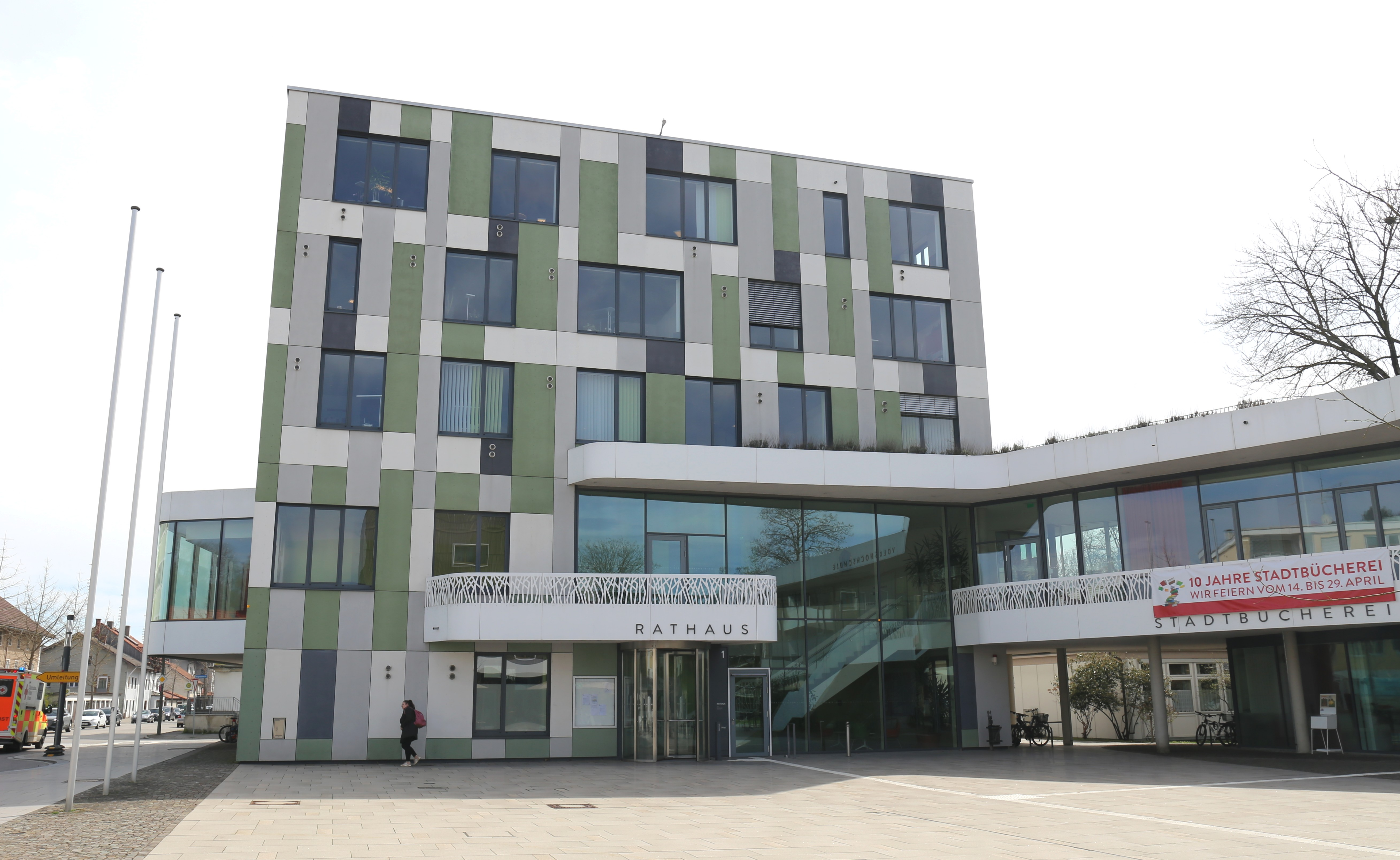
Stadhuis

Kolbermoor bestaat uit negen stadsdelen: de gelijknamige hoofdplaats en acht kleine dorpen en gehuchten.
De plaats kwam in de 19e eeuw tot ontwikkeling. Er vestigden zich industrieën, die profijt hadden van de ligging van Kolbermoor aan een rivier, te weten de 53 km lange Mangfall, een zijrivier van de Inn. Aan deze rivier werden watermolens gebouwd en er was hout en turf in de omliggende bossen en venen in overvloed.
Van 1863 tot 1993 stond er een belangrijke textielfabriek (katoenspinnerij). Van 1876 tot 2005 was er een fabriek van dakpannen en bakstenen. Na de teloorgang van de industrie, als gevolg van buitenlandse concurrentie, ontwikkelde Kolbermoor zich tot een plaats met veel midden- en kleinbedrijf en nieuwe woonwijken. In de Tweede Wereldoorlog werden tal van dwangarbeiders in de fabrieken te Kolbermoor tewerkgesteld. Sinds 1963 is Kolbermoor officieel een stad. Eigenlijk is het de westelijke voorstad van Rosenheim. Kolbermoor ligt direct tegen Pang aan, een stadsdeel van Rosenheim.
Een deel van de voormalige fabrieksgebouwen is als industrieel erfgoed bewaard gebleven en heeft een andere, veelal culturele,  bestemming gekregen.
Op 9 februari 2016 deed zich 's ochtends vroeg op het spoor tussen Kolbermoor en Bad Aibling een treinongeval voor, waarbij meerdere personen om het leven kwamen.

## Afbeeldingen

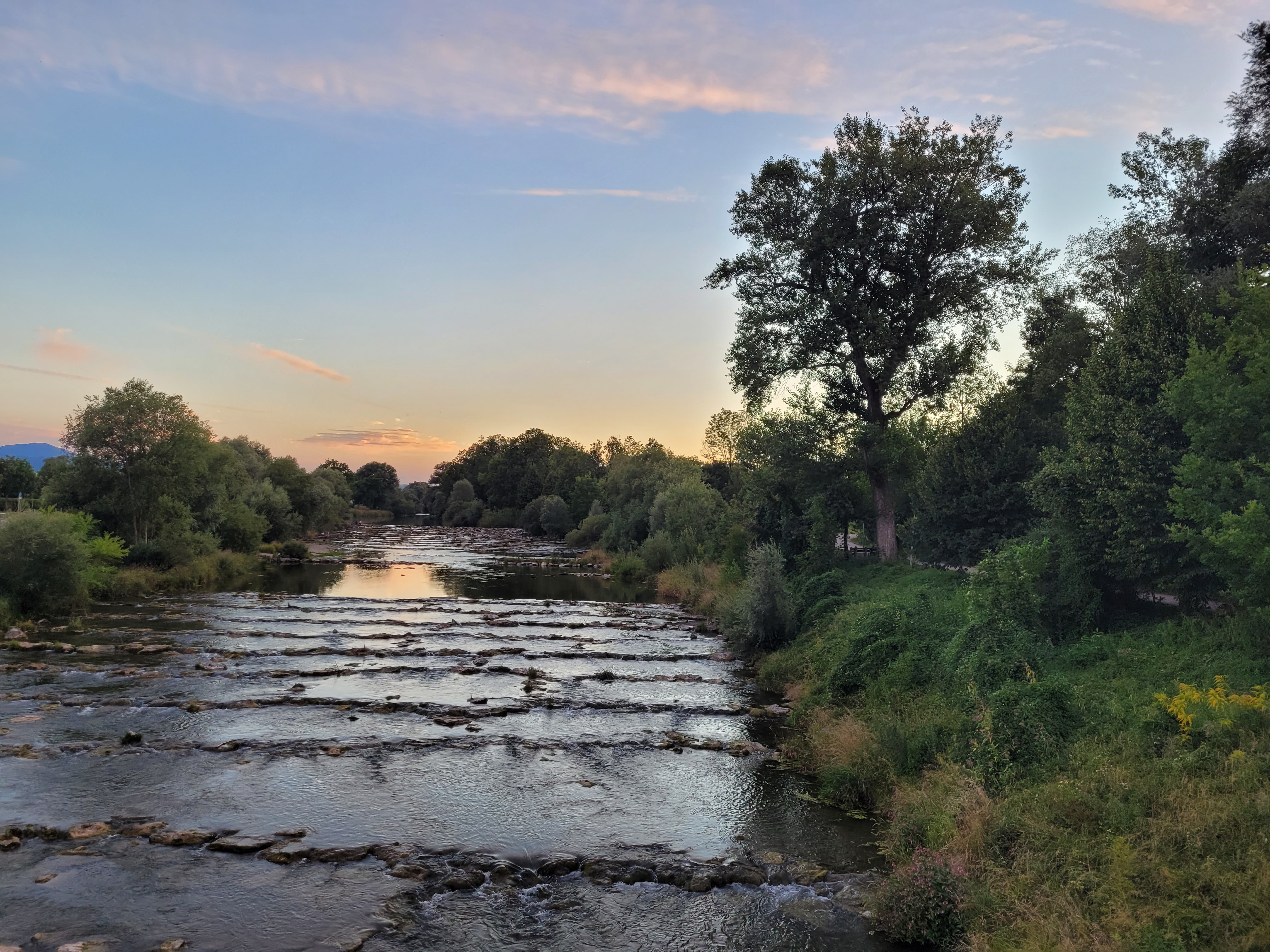
De rivier Mangfall ten westen van Kolbermoor
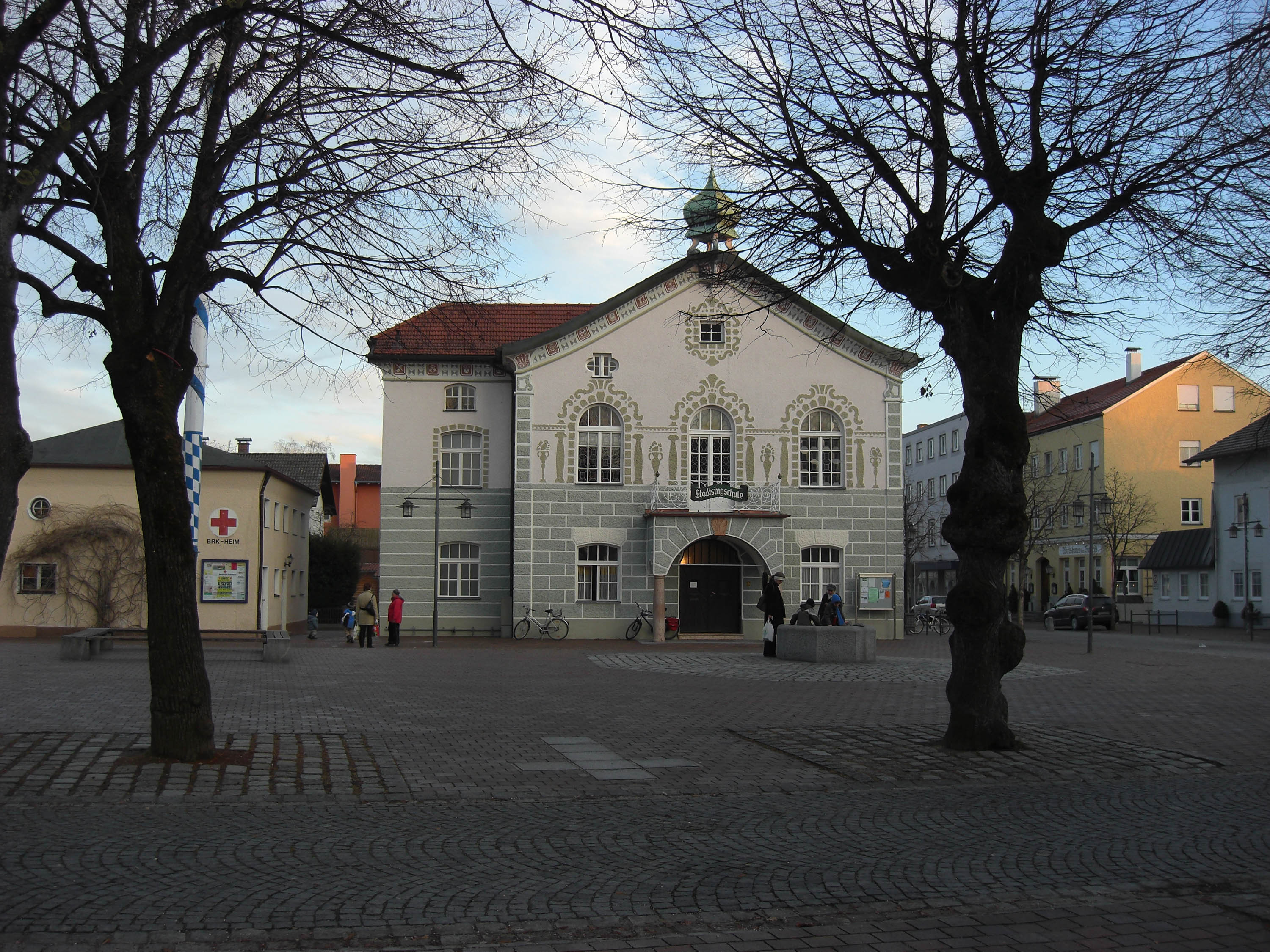
Voormalig raadhuis (1873; tegenwoordig muziekschool)
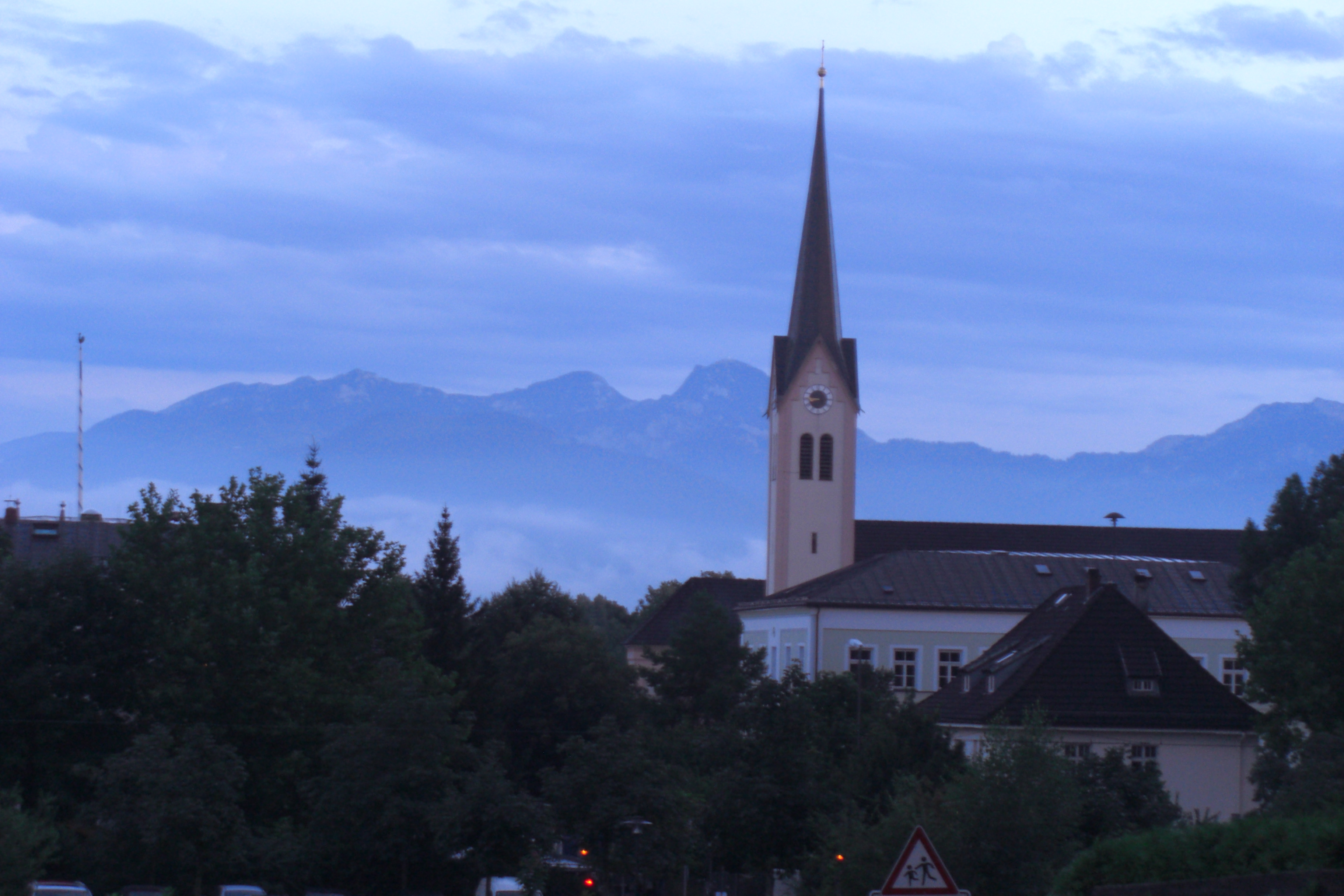
Heilige Drie-eenheidskerk; op de achtergrond de berg Wendelstein
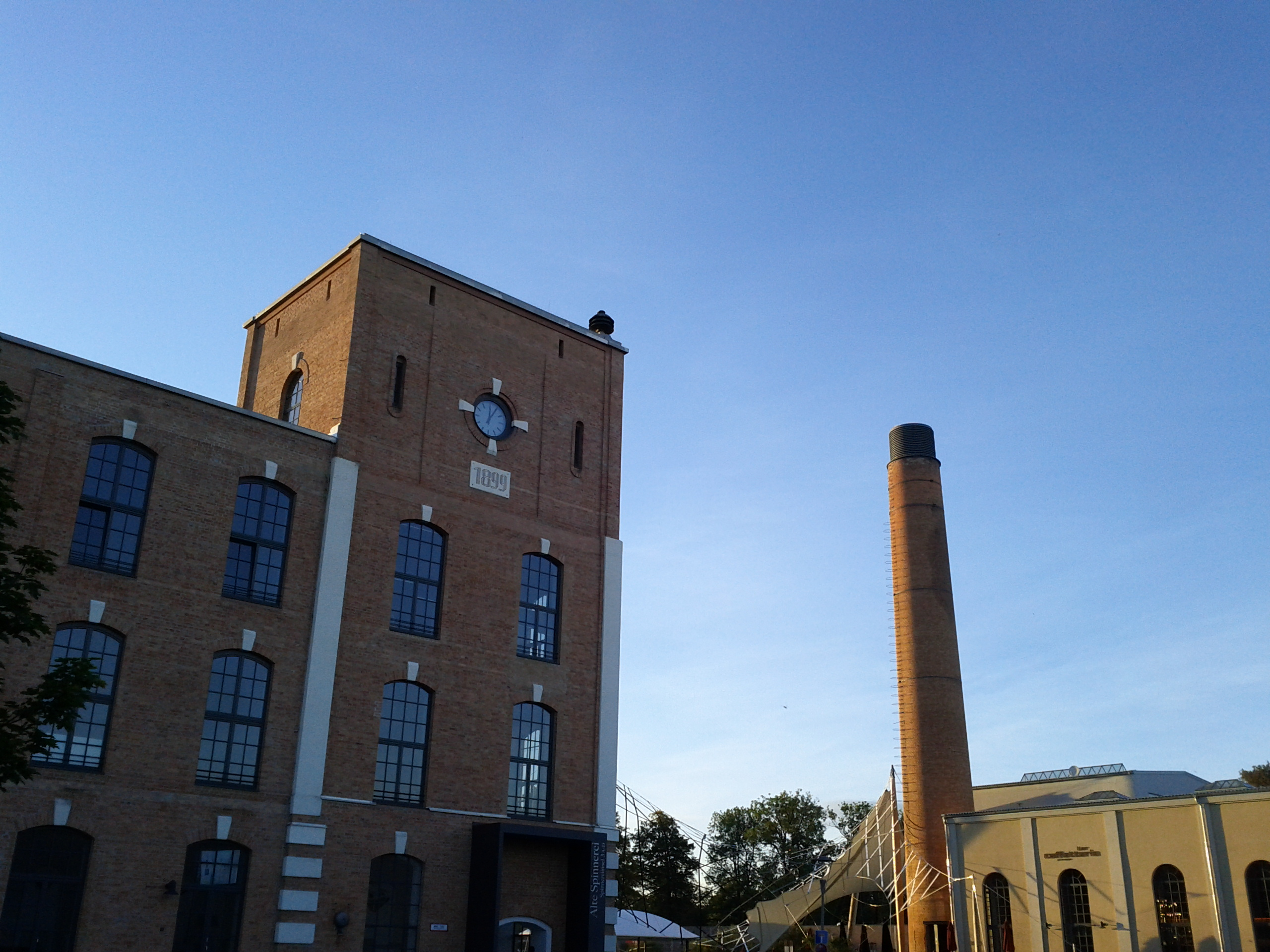
Voormalige katoenspinnerij

## Geboren
- Paul Breitner (5 september 1951), voetballer
- Bastian Schweinsteiger (1 augustus 1984), voetballer

## Partnergemeente
Kolbermoor onderhoudt een jumelage met de Italiaanse plaats Stia.
Albaching ·
Amerang ·
Aschau i.Chiemgau ·
Babensham ·
Bad Aibling ·
Bad Endorf ·
Bad Feilnbach ·
Bernau a.Chiemsee ·
Brannenburg ·
Breitbrunn a.Chiemsee ·
Bruckmühl ·
Chiemsee ·
Edling ·
Eggstätt ·
Eiselfing ·
Feldkirchen-Westerham ·
Flintsbach a.Inn ·
Frasdorf ·
Griesstätt ·
Großkarolinenfeld ·
Gstadt a.Chiemsee ·
Halfing ·
Höslwang ·
Kiefersfelden ·
Kolbermoor ·
Neubeuern ·
Nußdorf a.Inn ·
Oberaudorf ·
Pfaffing ·
Prien a.Chiemsee ·
Prutting ·
Ramerberg ·
Raubling ·
Riedering ·
Rimsting ·
Rohrdorf ·
Rott a.Inn ·
Samerberg ·
Schechen ·
Schonstett ·
Söchtenau ·
Soyen ·
Stephanskirchen ·
Tuntenhausen ·
Vogtareuth ·
Wasserburg a.Inn